# Sant Miquel de Setcases
Sant Miquel de Setcases és una obra del municipi de Setcases (Ripollès) inclosa en l'Inventari del Patrimoni Arquitectònic de Catalunya.

## Descripció
L'edifici, tot i pertànyer a l'època barroca, es construeix encara segons les línies gòtiques, sobretot en la nau de l'església, construïda amb volta apuntada, recolzada sobre arcs creuats que es tanquen amb claus centrals. Entre els esperons que suporten la volta s'allotgen capelles, algunes d'elles tancades. Segons la disposició d'aquestes capelles, la planta té la forma de creu llatina. Els arcs i angles dels esperons són de pedra treballada, essent la resta dels murs reomplerts de pedres i argamassa. Amb una restauració recent s'ha repicat l'arrebossat de les parets, deixant vista l'estructura de pedra. De l'antiga decoració barroca només resta la imatge de Sant Miquel, sobre la porta d'accés al temple i el retaule de l'altar major, també restaurat fa poc.
La imatge de Sant Miquel, es troba a la façana sobre la porta d'accés. Té aproximadament 70 cm d'alçada. Està feta de terra cuita i policromada, deu ser de fabricació popular, ja que té unes proporcions molt particulars; els braços i cames són molt curts i gruixuts.
El dimoni és representat amb monstruositat, és de color vermell, a testa de Sant Miquel insinua només les faccions de la seva cara, i és de color gris. Els vestits i l'armadura són de colors vius; blaus, vermells i roses.
Sant Miquel està en posició d'atac, en una mà té l'espasa i a l'altre la llança, la qual clava sobre el dimoni caigut a terra. Aquestes peces estan desaparegudes.
El rotlle està format per dues mènsules de fusta emportades en el mur i acabades amb unes talles, les quals representen una cara d'estil primitiu. Segueixen el suporta a una biga de fusta sobre la qual es recolza el rotlle. Aquest, està format per una roda de fusta amb vuit eixos en els quals hi ha vuit campanes. La part inferior del rotlle està protegida per una capsa de fusta treballada i decorada. La biga i les mènsules també presenten decoració.
Al presbiteri de l'església trobem un retaule de Sant Miquel del segle xviii. Hi ha uns goigs dedicats que canten "De Setcasas defensor / Siau Arcángel Sant Miquel".

## Història
L'església actual es va construir, sembla ésser, sobre les restes d'una anterior del s. XII, a la llinda de la porta de la sagristia hi ha una inscripció del s. XV, i a l'exterior de l'església sobre una finestra hi consta gravat 1776. En el 1729, l'església va ésser refeta en part degut a un incendi. Actualment s'estan ultimant les obres de restauració, mancant només el cor i el campanar.
La imatge de Sant Miquel, possiblement correspon a l'època del retaule. El 1936, la imatge fou treta del seu lloc i desaparegué el cap. El 1940, fou col·locada de nou, i els membre encarregats de la tasca, li van fer amb dues teules plegades, una mena de cap, molt estilitzat. Durant aquests anys, la imatge ha estat repintada en diverses ocasions per un artesà d'Olot.
Es considera que el rotlle deu ser un instrument d'origen medieval degut als models que es troben al llarg del Principat i que han subsistit fins als nostres dies.
Generalment, es feia sonar en les grans solemnitats i oficis religiosos, bateigs, festes majors, etc, en entonar el cant de "Glòria" durant la missa.
En alguns llocs, les campanes són substituïdes per martells de fusta, anomenats matraques, i usats en els oficis de Dijous Sant.
Actualment degut al canvi de litúrgia, aquesta tradició s'ha perdut. Tot i així, es conserven bastants d'aquests instruments malgrat que alguns d'ells es troben en mal estat de conservació.